# Jiří Krejza
Jiří Krejza es un deportista checoslovaco, nacionalizado suizo, que compitió en piragüismo en la modalidad de eslalon. Ganó cuatro medallas en el Campeonato Mundial de Piragüismo en Eslalon entre los años 1971 y 1977.

## Palmarés internacional
| Representando a Checoslovaquia |                   |                   |                |
| Campeonato Mundial             |                   |                   |                |
| Año                            | Lugar             | Medalla           | Competición    |
| 1971                           | Merano (Italia)   | Medalla de bronce | C2 mixto       |
| 1973                           | Muotathal (Suiza) | Medalla de oro    | C2 individual  |
| 1973                           | Muotathal (Suiza) | Medalla de plata  | C2 por equipos |
| Representando a Suiza          |                   |                   |                |
| Campeonato Mundial             |                   |                   |                |
| Año                            | Lugar             | Medalla           | Competición    |
| 1977                           | Spittal (Austria) | Medalla de plata  | C2 por equipos |